# حي مديكيك
يقع حي مديكيك جنوب غرب المدينة المنورة من الأحياء الشعبية وتكثر به مزارع النخيل يوجد في الحي مستوصف ومدرستين وحديقة لاهل الحي البالغ عددهم 1000 نسمة

## معالمه
- قصر الأمير سلطان
- مصلحة المياه
- مصنع طيبة لمياه الشرب